# Wettinia aequatorialis
Wettinia aequatorialis é uma espécie de angiosperma na família Arecaceae. É encontra apenas no Equador. Seu habitat natural é o subtropical ou tropical montanhoso.